# 朱彦丞
朱彦丞（1912年—1980年），男，直隶（今河北）保定人，中国植物生态学家、地植物学家，曾任云南大学教授，第三届全国人大代表，第五届全国政协委员。